# Френк Аїро
Френк Ентоні Аїро мол. (англ. Frank Anthony Iero Jr.; нар. 31 жовтня 1981) — американський музикант, ритм-гітарист та бек-вокаліст альтернативного рок-гурту My Chemical Romance, а також вокаліст пост-хардкорного гурту Leathermouth та електронік-хардкорного гурту Death Spells.
З 2014 року він займається соло панк-рок проектом, що змінює назву з релізом кожного альбому: під назвою frnkiero andthe cellabration, він випустив альбом Stomachaches, реліз якого відбувся 25 серпня 2014 року; на період Parachutes (реліз 28 жовтня 2016) гурт називався Frank Iero and the Patience. 31 грудня 2018 Аїро оголосив назву гурту для третього альбому, що має вийти весною, — Frank Iero and The Future Violents. 19 березня 2019 було оголошено, що реліз альбому Barriers відбудеться 31 травня.

## Дитинство і юність
Френк народився у містечку Бельвіль, штат Нью Джерсі. В дитинстві він часто хворів на бронхіт та різні вушні інфекції, отож багато часу провів у лікарнях. Також він страждає на непереносимість лактози, та в нього є алергії на деяку їжу[джерело?]. Закінчивши католичну школу, він поступив до Ратгерського університету, проте незабаром покинув навчання через тур з My Chemical Romance.
Батьки Аїро розлучилися ще коли їх син був маленькою дитиною, та Френк залишився з матір'ю, яка дозволяла йому використовувати підвал для репетицій із музичними гуртами. Батько та дідусь Френка також були музикантами і мали великий вплив на хлопця. Батько спонукав сина навчатися грати на барабанах, проте згодом той узявся за гітару.

## Музична кар'єра

### Ранні гурти та Pencey Prep (1998—2002)
З одинадцяти років Френк почав грати в різних місцевих панк-гуртах. Перед тим, як приєднатися до MyChem, він був фронтменом у гурті Pencey Prep. Реліз їхнього першого і єдиного альбому Heartbreak in Stereo відбувся 26 листопада 2001 року на незалежному лейблі Eyeball Records. У цей час він познайомився із учасниками гурту MyChem та, вподобавши демо-версії їх перших пісень, допоміг організувати їх перші концерти. Також Френк тимчасово грав у таких гуртах, як I Am a Graveyard, Hybrid, Sector 12. У травні 2002 приєднався до MyChem, яким був потрібен другий гітарист.

### My Chemical Romance (2002—2013)

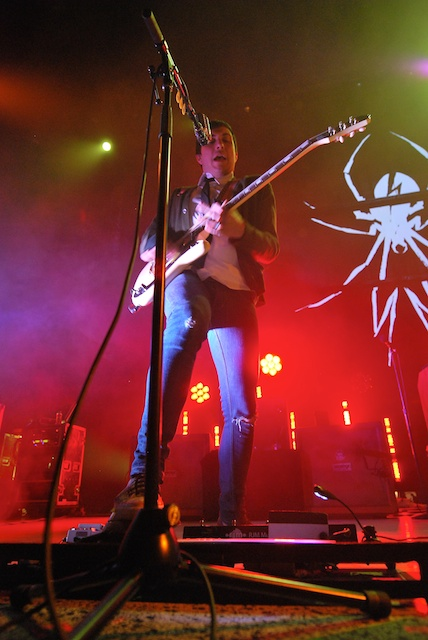
Аїро грає з My Chemical Romance.

Аїро став учасником гурту у травні 2002 року та взяв участь у написанні трьох пісень — Honey, This Mirror Isn't Big Enough for the Two of Us, Headfirst for Halos та Early Sunsets Over Monroeville з дебютного альбому I Brought You My Bullets, You Brought Me Your Love. Повну та безпосередню участь в написанні пісень Френк узяв із другим альбомом, Three Cheers for Sweet Revenge, реліз якого відбувся 8 червня 2004 року. The Black Parade — третій студійний альбом гурту, 24 жовтня 2006. Четвертим та останнім альбомом MyChem став Danger Days: The True Lives of the Fabulous Killjoys, 22 листопада 2010. Гурт заявив про свій розпуск 22 березня 2013 року.

### Leathermouth (2007—2009)

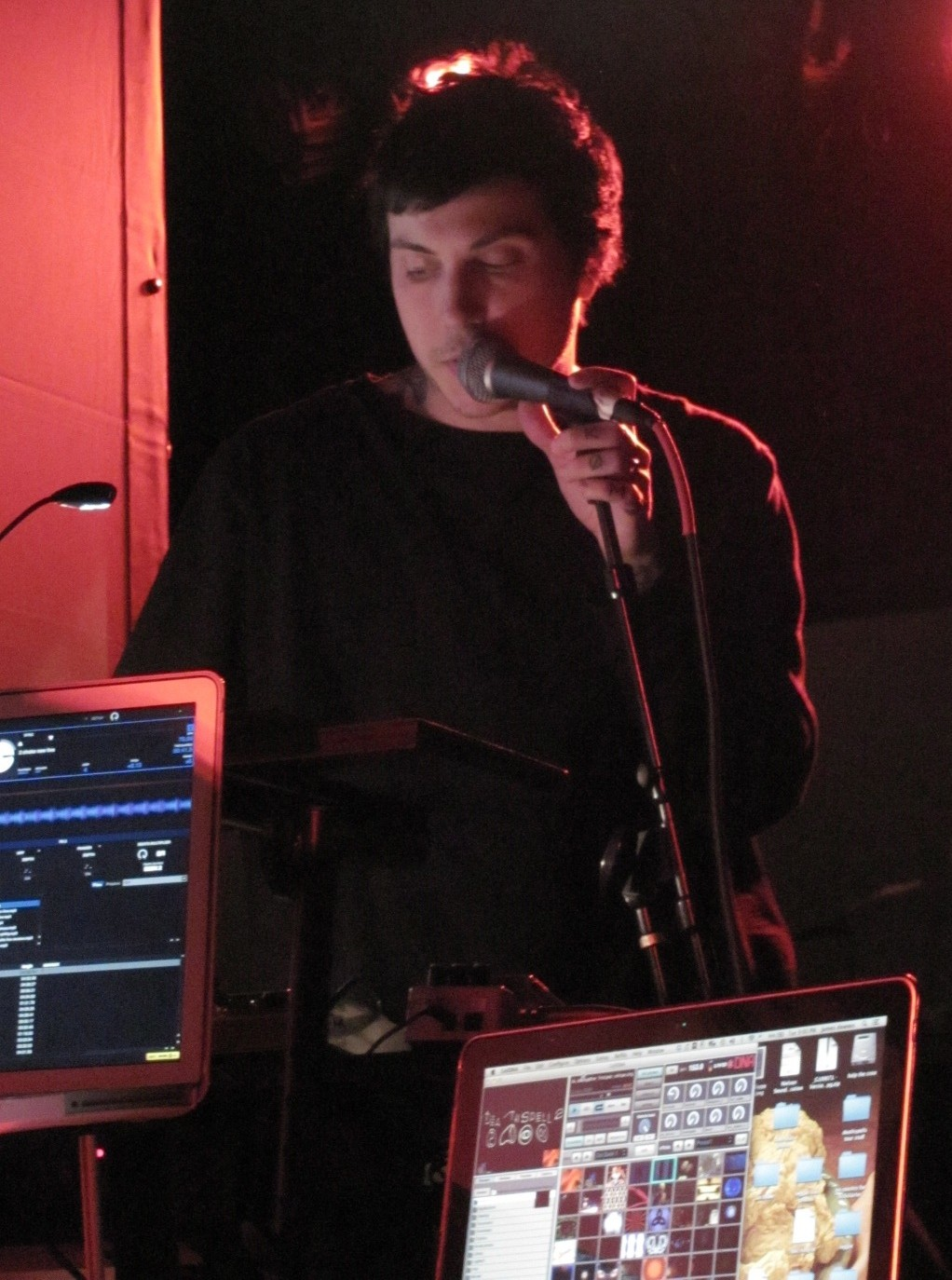
Аїро виступає з Death Spells, листопад 2013.

Аїро очолював хардкор-панк гурт Leathermouth, дебютний альбом яких — XØ — вийшов 27 січня 2009. Саме перебуваючи в цьому гурті, Френк, як він сам казав, зміг реалізувати негативні відчуття щодо суспільства та світу в цілому, що йому не вдавалося робити в основному гурті. Тексти пісень мають злий, гострий характер та осуджують вплив ЗМІ на рок-музику, конформізм у суспільстві тощо. Leathermouth припинили свою активність пізніше у 2009 році.

### Death Spells (2013, 2016)
На початку 2013 Френк та Джеймс Дьюїс оголосили новий спільний проект Death Spells, а також повідомили, що проведуть тур у підтримку Mindless Self Indulgence та виступатимуть на Skate and Surf Festival в Нью Джерсі. Перед початком туру кожної доби опівночі вони публікували нові пісні в інтернеті. Повноцінний альбом мав вийти наприкінці 2013, проте про Death Spells нічого не було чутно до березня 2016, коли Френк опублікував фото із Джеймсом у своєму Інстаґрамі, додавши підпис «Літо Death Spells?» 29 липня 2016 відбувся реліз альбому Nothing Above, Nothing Below, після чого гурт відправився у невеликий тур.

### Інші сайд-проекти (2012-сьогодення)
У 2013 Аїро грав на бас-гітарі для гурту Reggie and the Full Effect під час їх прощального туру. Його перша соло-пісня This Song is a Curse була написана як саундтрек до мультфільму Тіма Бертона «Франкенвіні» у 2012. Пізніше він почав публікувати свої пісні на SoundCloud: анти-різдвяну пісню-жарт Xmas Sux, написану за 15 хвилин, та кавер на пісню Be My Baby (The Ronettes), що пізніше разом із кавером на Walk The Line (Джонні Кеш) вийшов у складі EP «For Jamia…» 10 грудня 2013 — як у цифровому форматі, так і на обмеженій кількості платівок.
7 грудня 2010 року Аїро перестав займатися справами лейблу Skeleton Crew, який декілька років тому відкрив разом зі своєю дружиною, для того, аби більше часу приділити сім'ї (адже в нього народилися близнята) та My Chemical Romance.
З жовтня 2018 почали виходити щомісячні епізоди подкасту Casual Interactions, у якому Аїро бере участь разом зі своїми старими друзями з Pencey Prep — Джоном «Хембоуном» МакҐуайром і Шоном Саймоном.

### Frank Iero and the cellabration/Patience/Future Violents (2014-сьогодення)
Увесь час після розпаду My Chemical Romance Френк сам записував пісні у власній студії вдома, деякі грав на суспільних заходах, публікував демо-версії, поки не заявив, що в нього є купа готових пісень для сольного альбому. На записах дебютного альбому він грає на усіх інструментах, окрім барабанів — цю роль виконав Джаррод Александер, який також деякий час був барабанщиком в MyChem. Френк зібрав гурт для живого виконання: брат його дружини Еван Нестор, у минулому також учасник Leathermouth Роб Х'юз та Метт Олссон. У червні 2014 Аїро оголосив назву нового проекту — frnkiero andthe cellabration — та реліз альбому Stomachaches 25 серпня того ж року.
Гурт брав участь у багатьох турах, підтримуючи Taking Back Sunday, The Used, Against Me! та інших, об'їздивши Сполучені Штати Америки, Мексику, Велику Британію, Європу, завітавши у Росію. На початку 2016 FIATC планували виступати на фестивалі Soundwave в Австралії, проте його скасували, тому Еван і Френк подарували австралійцям два безкоштовних акустичних шоу в Мельбурні та в Сіднеї у кінці січня. 1 травня гурт зіграв два акустичних концерти в Гарвуді, Нью-Джерсі, презентуючи деякий новий матеріал для наступного альбому, який вже почали записувати на останньому тижні травня в Лос-Анджелесі. У червні вони взяли участь у фестивалі Shadow of the City в Нью-Джерсі, у вересні — Riot Fest у Денвері та Чикаго (у списку гуртів також були анонсовані Death Spells). Наприкінці травня 2016 Френк у своєму Твіттері опублікував дати австралійського туру в жовтні, проте вже під новим ім'ям гурту — Frank Iero and the Patience. Пізніше Аїро пояснив, що назва гурту змінюватиметься із релізом кожного альбому. 7 вересня 2016 була анонсована дата релізу Parachutes 28 жовтня 2016. Гурт турив протягом усього 2017.
31 грудня 2018 Аїро оголосив назву гурту для третього альбому Frank Iero and the Future Violents. 19 березня 2019 було оголошено, що реліз альбому Barriers відбудеться 31 травня.
Склад гурту
| The Cellabration (2014—2015): - Френк Аїро — вокал, гітара, бас - Роб Х'юз — бас, бек-вокал - Еван Нестор — гітара, бек-вокал - Метт Олссон — барабани, перкусія | The Patience (2016—2017): - Френк Аїро — вокал, гітара, бас - Алекс Ґріппо — бас, бек-вокал - Еван Нестор — гітара, бек-вокал - Метт Олссон — барабани, перкусія | The Future Violents (2019): - Френк Аїро — вокал, гітара - Еван Нестор — гітара, бек-вокал - Кейлі Ґолдзуорті — клавішні - Такер Рул (Thursday) — барабани - Метт Армстронг (Murder By Death) — бас |

### Участь у благодійних проектах (2014, 2017)
25 лютого 2014 року відбувся реліз «Friends» від Fadeaway Records — це збірка пісень від 35 різних виконавців, враховуючи Аїро. Його пісня називається 2.5 mg Just Ain't Enough For Me. Усі кошти, отримані з продажів альбому, пішли на дослідження раку.
30 березня 2017 року відбувся реліз збірки «Music For Everyone», організованої гуртом Taking Back Sunday. Пісня Аїро називається Getting Into Heaven Can Be Hell. Зараз альбом доступний на Bandcamp. Усі кошти, отримані з продажів альбому, пішли на підтримку Американської спілки захисту громадянських свобод.

## Аїро та Україна
Через місяць після релізу Parachutes 29 листопада 2016 року був анонсований концерт у Києві, який відбувся 8 березня 2017. 1 липня 2019 музикант завітає до столиці вдруге й виступатиме із The Future Violents у межах фестивалю Atlas Weekend.
25 серпня 2017 року був організований акустичний кавер-сет FIUA Event у Маріїнському парку, де фанати співали пісні Аїро, перекладені українською.

## Обладнання
У ранні роки My Chemical Romance Аїро грав на гітарах Gibson SG та Epiphone Les Paul (його біла модель Les Paul, названа 'Pansy', досягла великої популярності серед фанів, проте була зламана на сцені) і використовував підсилювачі Marshall. З того часу він став користуватися гітарами Gibson Les Paul та іноді Gibson SG. У кліпі MyChem на пісню-кавер Desolation Row Френк грає на Fender Stratocaster. Разом із Epiphone він розробив дизайн гітари Wilshire Phant-O-Matic, на якій грав у багатьох турах із MyChem. Також Аїро використовує підсилювачі Orange.

## Особисте життя

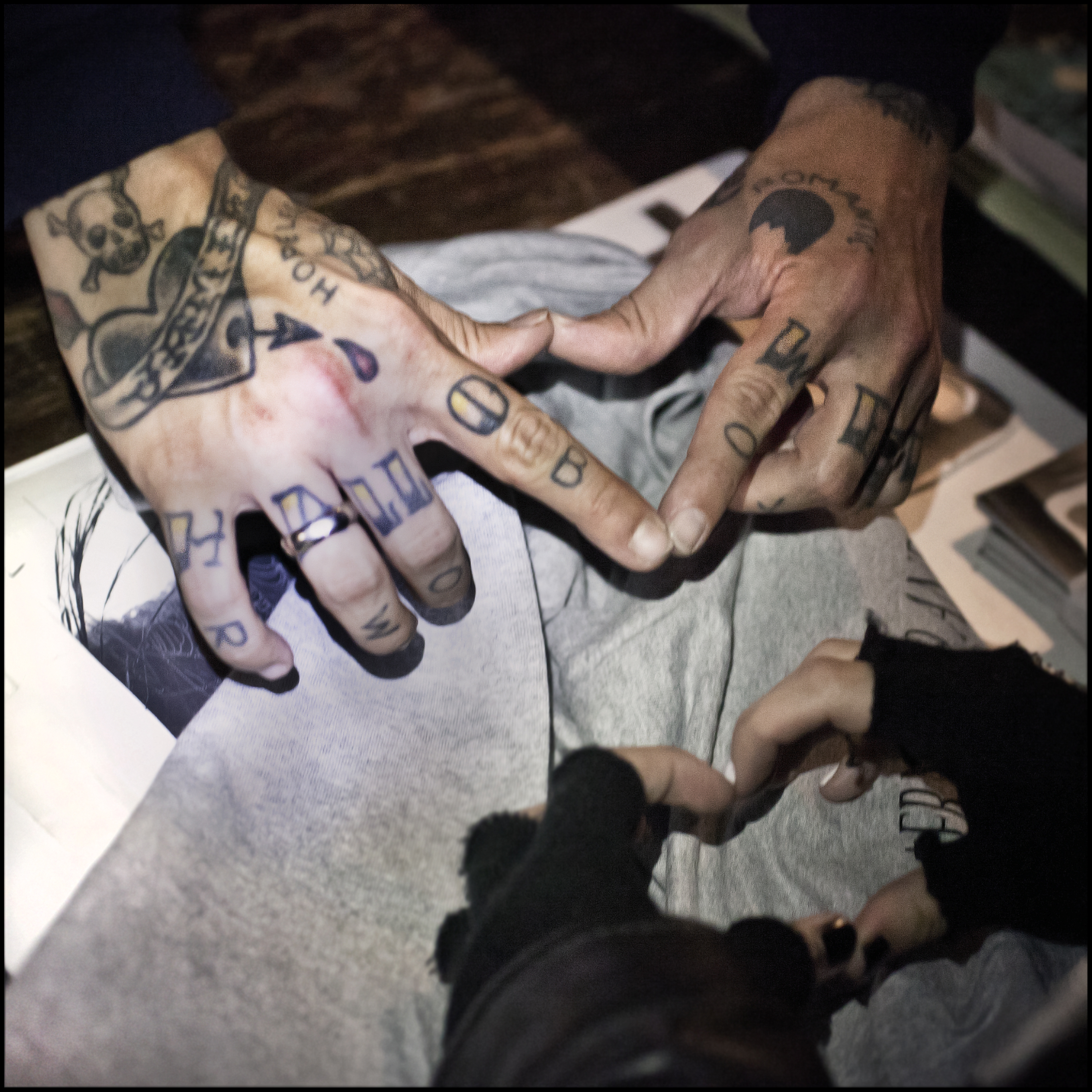
Аїро показує фанові свої татуювання на руках.

### Своєрідність прізвища
З вимовою прізвища Френка завжди були проблеми, адже воно італійського походження і, як він сам часто пояснює, «має надто багато голосних, аби вимовити його правильно». Музикант називає себе «Аїро», він неодноразово це підтверджував у різних інтерв'ю і також у Твіттері.

### Сім'я
5 лютого 2007 року Аїро одружився із Джамією Нестор, 7 вересня 2010 року в них вже народилися доньки-близнята Лілі та Чері, а 6 квітня 2012 року в сім'ї народився хлопчик — Майлз. На одному із концертів frnkiero andthe cellabration в Нью Джерсі батько навіть вивів своїх дітей на сцену, аби заспівати пісню разом.

### Інше
Аїро має багато тату, пов'язаних з його улюбленими музичними гуртами Black Flag та The Misfits, з його рідним штатом Нью Джерсі, також він має парні тату з Джеймсом Дьюїсом із написом «revenge». Кет фон Ді, відома американська тату-художниця, зробила Френкові тату із зображенням його бабусь та дідуся, процес останньої з яких навіть було показано на реаліті-шоу LA ink.
Френк виступав на захист прав гомосексуалів, а також носив футболку із написом Homophobia is gay. З дитинства він вегетаріанець.
13 жовтня 2016 Аїро та його гурт потрапили в аварію в Сіднеї: автобус без пасажирів врізався в їхній фургон, поки вони діставали обладнання з багажника. Детально про аварію Френк розповів MTV у січні 2017: «Я опинився під бампером цієї масивної машини.» Аїро завдячує своєму порятунку його «величезному рюкзаку», який був на ньому під час зіткнення. «Без сумнівів він мене врятував. Під час зіткнення він зачепився під бампером і таким чином я опинився між тротуаром та автобусом.» Двоє інших були сильно поранені. Всі концерти, заплановані на 2016, були скасовані. «Неймовірно, що ми й досі живі. Ніхто з тих, хто бачив, що сталося, не думав, що ми виживемо.»

## Дискографія

### Pencey Prep
- Heartbreak in Stereo (2001)

### My Chemical Romance
- I Brought You My Bullets, You Brought Me Your Love (2002)
- Three Cheers for Sweet Revenge (2004)
- The Black Parade (2006)
- Danger Days: The True Lives of the Fabulous Killjoys (2010)
- Conventional Weapons (2013)
- May Death Never Stop You (2014)

### LeATHERMØUTH
- XØ (2009)

### Reggie and the Full Effect
- No Country for Old Musicians (2013)

### Соло
- This Song is a Curse (2012)
- For Jamia — EP (2012)
- B.F.F. — single (2014)
- Extraordinary Girl (кавер для Kerrang! Does American Idiot) (2014)

### frnkiero andthe cellabration
- Stomachaches (2014)

### Death Spells
- Nothing Above, Nothing Below (2016)

### Frank Iero and The Patience
- Parachutes (2016)
- Keep The Coffins Coming — EP (2017)

### Frank Iero and The Future Violents
- Barriers (2019)